# Mała Góra (Szczebel)
Mała Góra (883,5 m) – południowy szczyt masywu Szczebla w Beskidzie Wyspowym. Znajduje się między jego najwyższym wierzchołkiem (976 m) a przełęczą Glisne (633,5 m). Przebiega przez niego granica między wsią Glisne w powiecie limanowskim a wsią Tenczyn w powiecie myślenickim.
Małą Górę porasta las. Bezleśne są tylko jej podnóża powyżej przełęczy Glisne, jest też duża polana na należących do Glisnego stokach wschodnich. Na mapie Geoportalu las obok niej ma nazwę Cyrla, niewątpliwie jednak jest to nazwa przeniesiona z polany na las, Cyrla i Cyrhla bowiem to popularne w Karpatach nazwy polan, a cyrhleniem nazywano sposób ich wytwarzania.
Zachodnim stokiem Małej Góry prowadzi szlak turystyczny omijający z daleka jej wierzchołek.

## Szlaki turystyki pieszej
przełęcz Glisne – Szczebel. Suma podejść 340 m, czas przejścia 1 godz. 15 min, z powrotem 45 min